# What a Wonderful World (piosenka Louisa Armstronga)
What a Wonderful World – piosenka nagrana przez Louisa Armstronga, którą w 1967 roku wydano na singlu, który promował album pod tym samym tytułem (1967). Utwór napisali Bob Thiele i George David Weiss. Stanowić miała swoiste lekarstwo na rasizm i napiętą sytuację polityczną w Stanach Zjednoczonych. Piosenka opiewa piękno codziennego życia. Piosenka osiągnęła pierwsze miejsce na brytyjskiej liście przebojów UK Singles Chart.
Utwór stopniowo stawał się standardem i osiągnął ponownie popularność, gdy znalazł się na płycie ze ścieżką dźwiękową do filmu Good Morning, Vietnam (1987) z Robinem Williamsem w roli głównej. Wykorzystano go także w filmach: 12 małp (1995) oraz Joe Black (1998) (dwukrotnie: emitowana w radiu oraz w trakcie napisów końcowych). Wykonywany był także przez Williego Nelsona w filmie Michael (1996) z Johnem Travoltą. Piosenka pojawiła się także w trakcie napisów końcowych filmu Zabawy z bronią (2002) Michaela Moore’a w wykonaniu Joeya Ramone’a, a także w filmie animowanym Madagaskar (2005) oraz w polskim filmie Tylko mnie kochaj (2006). Stacja BBC ironicznie wykorzystała temat muzyczny tego utworu w dokumentalnej operze mydlanej „A Life of Grime” oraz jako temat końcowy serialu „Grumpy Old Men”. Piosenka została także wykorzystana w filmie animowanym z 2016 roku „Gdzie jest Dory”.

## Wybrane interpretacje utworu
- 1968: Louis Armstrong – milion sprzedanych egzemplarzy
- 1970: Louis Armstrong z Orkiestrą Olivera Nelsona – z recytowanym wstępem Nicka Cave’a Shane MacGowan
- 1989: The Flaming Lips – na ich przełomowym albumie In a Priest Driven Ambulance
- 1992: Duet: Nick Cave/Shane MacGowan na ich wspólnym singlu „What a Wonderful World”
- 1993: Israel Kamakawiwoʻole – wersja z użyciem ukulele na albumie Facing Future
- 1997: Eva Cassidy – na albumie Live at Blues Alley
- 1999: Anne Murray – na albumie What a Wonderful World. Milion sprzedanych egzemplarzy, oraz wydawnictwo DVD
- 2001: Iza Zając – na albumie Piosenki dla Armstronga (Songs for Armstrong)
- 2001: Sticky Fingaz na albumie Blacktrash: The Autobiography of Kirk Jones
- 2002: Joey Ramone – na pośmiertnym albumie solowym Don't Worry About Me
- 2003: Sarah Brightman – na albumie Harem
- 2003: Guy Sebastian – na debiutanckim albumie Just As I Am (wersja dance–reggae)
- 2004: Transistor (projekt muzyczny Rafała Tarachy – wersja rockowo-metalowa)
- 2004: Céline Dion – podczas koncertu A New Day... Live in Las Vegas, a także na płycie Miracle
- 2004: Rod Stewart – na albumie Stardust: the Great American Songbook 3
- 2004: Michael Bublé – na albumie Babalu
- 2007: Paolo Nutini – podczas koncertu Live Earth w Londynie
- 2007: Katie Melua i Eva Cassidy – charytatywnie
- 2011: Conrado Yanez – pierwsza edycja programu Must Be the Music. Tylko muzyka
- 2014: Katarzyna Skrzynecka – pierwsza edycja programu Twoja twarz brzmi znajomo
- 2014: OneRepublic – wersja zamieszczona na minialbumie iTunes Session